# رئيس البحر أحمر المنقار

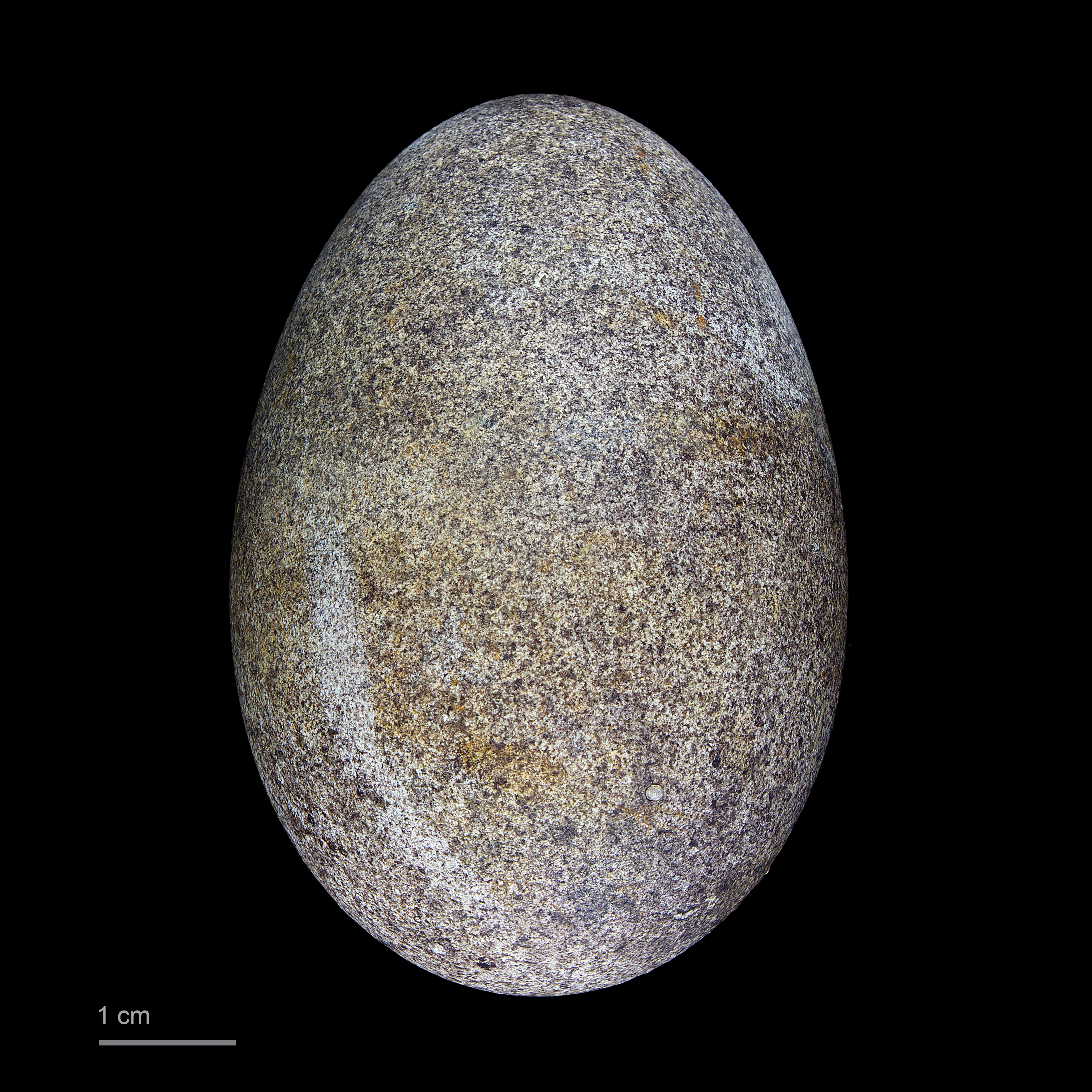
بيضة رئيس البحر.

الطائر الاستوائي أحمر المنقار أو رئيس البحر أحمر المنقار (الاسم العلمي: Phaethon aethereus) (بالإنجليزية: Red-billed Tropicbird)‏ هو طائر ينتمي إلى طيور إستوائية (فصيلة: Phaethontidae).